# Aydemir Akbaş
Aydemir Akbaş est un acteur et réalisateur turc.

## Biographie
Aydemir Akbaş est né le 25 février 1936 dans le quartier de Feriköy à Istanbul. Sa mère est née dans le quartier Sürmene de Trabzon. Son père était un Albanais né à Bitola, en Macédoine, et est venu à Istanbul pendant les guerres balkaniques,.
Il est diplômé du lycée Galatasaray. Il a déclaré dans une interview que la raison pour laquelle il étudiait dans ce lycée était son admiration pour le footballeur Gündüz Kılıç. Et il a déclaré qu'il était entré dans la branche théâtre de l'école simplement pour échapper aux cours.
Aydemir Akbaş a travaillé dans le théâtre pendant un certain temps après avoir obtenu son diplôme d'études secondaires. Alors qu'il envisageait d'aller en France et d'étudier le théâtre, il y a eu un coup d'État le 27 mai 1960 et il s'est engagé dans l'armée. Il a effectué son service militaire pendant deux ans à Şanlıurfa.
Après son service militaire, il a commencé à travailler comme écrivain sportif au journal Yeni Sabah (Nouveau matin). Lorsque ce journal a fermé ses portes, il a commencé à travailler chez Yeni Gazete (Nouveau Journal).
Après le journalisme, il travaille comme acteur, réalisateur et scénariste dans de nombreuses pièces de théâtre et films. Il a joué dans environ 70 films de comédies érotiques. Dans les années suivantes, il travaille avec İbrahim Tatlıses et tourne des films et des clips. En 2020, il écrit un livre intitulé Cambaz (Acrobate). Il était membre du conseil d'administration du club Galatasaray,,.
Aydemir Akbaş, qui avait déjà vaincu un cancer du côlon, du larynx et de l'intestin, a annoncé qu'il avait de nouveau un cancer en janvier 2023. Le 15 août 2024, il appelle son manager et lui demande de l'aide. L'artiste, retrouvé inconscient à son domicile, a été transporté en soins intensifs. Il est cependant mort le 16 août 2024.
Aydemir Akbaş a été enterré au cimetière de Feriköy après la cérémonie funéraire à la mosquée Barbaros Hayrettin Pacha.